# Burcin
Burcin est une commune française située dans le département de l'Isère en région Auvergne-Rhône-Alpes.
La commune, autrefois rattachée à la province du Dauphiné, se situe dans le nord du département de l'Isère. La commune est adhérente à la communauté de communes de Bièvre Est, dont le siège est fixé dans la commune voisine de Colombe.
Ses habitants sont dénommés les Burcinois.

## Géographie

### Localisation
Burcin dont le territoire est traversé par l'autoroute A48 se positionne dans les Terres froides,  une région naturelle de France située entre Bourgoin-Jallieu, La Tour-du-Pin et Voiron.
Il s'agit d'une petite commune essentiellement rurale constituée d'un bourg central de taille très modeste et de quelques hameaux. Burcin est situé à 18 km de Voiron, 25 km de Bourgoin-Jallieu.
Le centre-ville (mairie de Burcin) se situe (à vol d'oiseau) à 59 km du centre de Lyon, préfecture de la région Auvergne-Rhône-Alpes et à 36 km de Grenoble, préfecture du département de l'Isère, ainsi qu'à 238 km de Marseille et 449 km de Paris.
Le territoire de la commune est limitrophe de ceux de cinq communes :
|         | Val-de-Virieu (depuis le 01/0/2019) |      |
| Châbons | Burcin                              | Oyeu |
|         | Colombe, Le Grand-Lemps             |      |

### Géologie et relief
Le territoire chabonnais se situe entre les régions naturelles du Dauphiné des Terres froides, un pays de collines très marquées, et la vaste plaine de Bièvre.

### Hydrographie

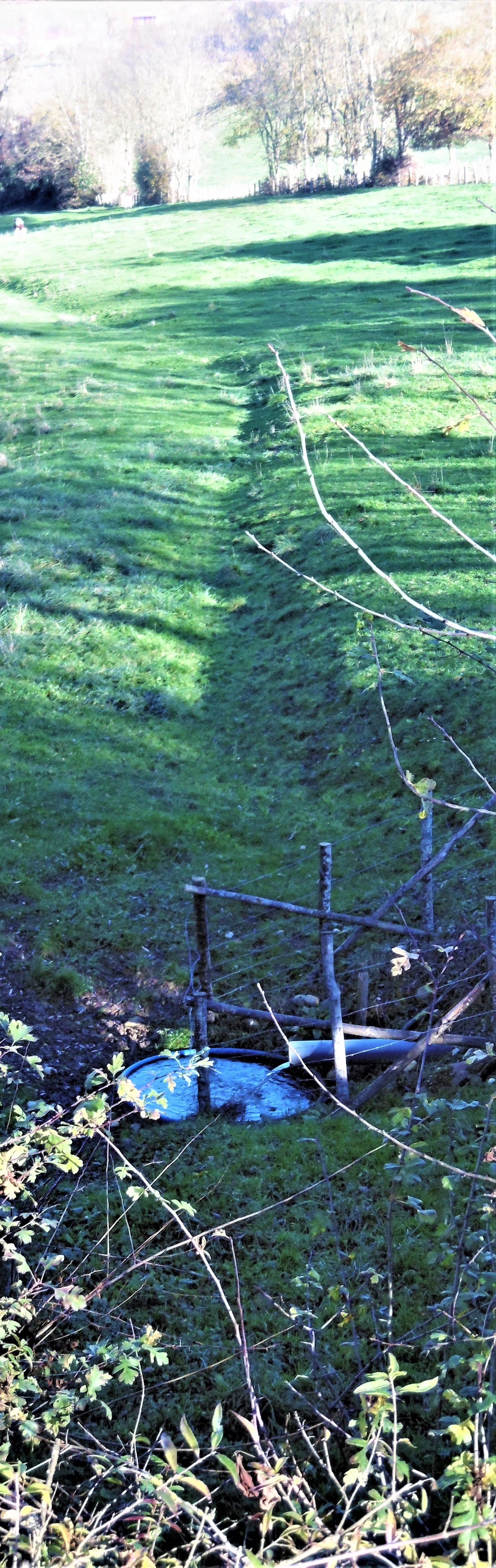
Source de la Bourbre à Burcin

La commune abrite la source de la Bourbre, un affluent du Rhône, d'une longueur de 72,2 km. Celle-ci est située au nord-ouest du bourg central et à quelques mètres de la mairie et de l'école de Burcin.

### Climat
Pour des articles plus généraux, voir Climat d'Auvergne-Rhône-Alpes et Climat de l'Isère.
En 2010, le climat de la commune est de type climat océanique altéré, selon une étude du Centre national de la recherche scientifique s'appuyant sur une série de données couvrant la période 1971-2000. En 2020, Météo-France publie une typologie des climats de la France métropolitaine dans laquelle la commune est exposée à un climat de montagne ou de marges de montagne et est dans la région climatique Alpes du nord, caractérisée par une pluviométrie annuelle de 1 200 à 1 500 mm, irrégulièrement répartie en été.
Pour la période 1971-2000, la température annuelle moyenne est de 10,2 °C, avec une amplitude thermique annuelle de 17,4 °C. Le cumul annuel moyen de précipitations est de 1 145 mm, avec 9,5 jours de précipitations en janvier et 6,8 jours en juillet. Pour la période 1991-2020, la température moyenne annuelle observée sur la station météorologique de Météo-France la plus proche, « Grenoble-Saint-Geoirs », sur la commune de Saint-Étienne-de-Saint-Geoirs à 13 km à vol d'oiseau, est de 11,5 °C et le cumul annuel moyen de précipitations est de 915,1 mm,. Pour l'avenir, les paramètres climatiques de la commune estimés pour 2050 selon différents scénarios d'émission de gaz à effet de serre sont consultables sur un site dédié publié par Météo-France en novembre 2022.

## Urbanisme

### Typologie
Au 1er janvier 2024, Burcin est catégorisée commune rurale à habitat dispersé, selon la nouvelle grille communale de densité à sept niveaux définie par l'Insee en 2022.
Elle est située hors unité urbaine et hors attraction des villes,.

### Occupation des sols
L'occupation des sols de la commune, telle qu'elle ressort de la base de données européenne d’occupation biophysique des sols Corine Land Cover (CLC), est marquée par l'importance des territoires agricoles (70,9 % en 2018), une proportion sensiblement équivalente à celle de 1990 (71,4 %). La répartition détaillée en 2018 est la suivante : 
terres arables (45,7 %), forêts (23,9 %), zones agricoles hétérogènes (19,3 %), prairies (5,9 %), zones urbanisées (5,1 %). L'évolution de l’occupation des sols de la commune et de ses infrastructures peut être observée sur les différentes représentations cartographiques du territoire : la carte de Cassini (XVIIIe siècle), la carte d'état-major (1820-1866) et les cartes ou photos aériennes de l'IGN pour la période actuelle (1950 à aujourd'hui).

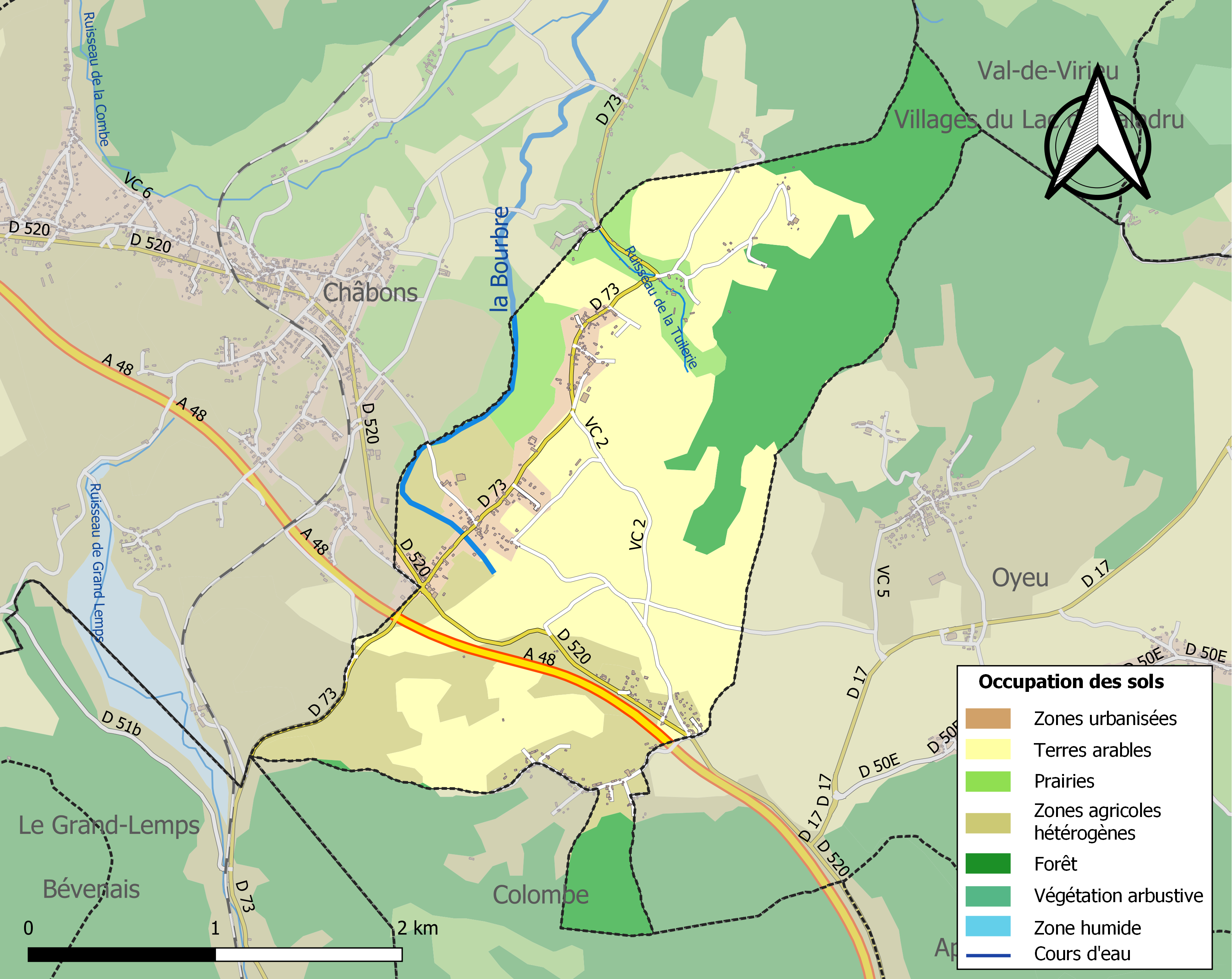
Carte des infrastructures et de l'occupation des sols de la commune en 2018 (CLC).

### Morphologie urbaine
La bourg, de taille modeste, est composé essentiellement de villas, de maisons rurales et de fermes pour la plupart réaménagées en maisons de résidence. De nombreux hameaux de tailles diverses et composés de maisons rurales et de villas résidentielles entourent le bourg central.

### Hameaux, Lieux-dits et écarts
Voici, ci-dessous, la liste la plus complète possible des divers hameaux, quartiers et lieux-dits résidentiels urbains comme ruraux qui composent le territoire de la commune de Burcin présentés selon les références toponymiques fournies par le site géoportail de l'Institut géographique national.
| - Notre-Dame-de-Milin (chapelle) - la Milin - Croix-du-Moine Mort - la Commanderie - Bois des Brudières - Croix de la Haute Blaume - Ternin - Ferme de Bourbre (Source de la Bourbre) - Chatenay | - les Combes - les Quatre Routes - les Combes - Bruichamps - l'Adret - les Granges - Cuétan - Grange de Bramafan - le Gros Chêne |

### Voies de communication et transport

#### Routes principales
L'autoroute A48  qui relie l'agglomération Lyonnaise à celle de Grenoble traverse la partie méridionale du territoire communal depuis la commune d'Oyeu, au sud-est jusqu'à la commune de Châbons, située au nord-ouest.
La sortie d'autoroute la plus proche (A43) est celle qui dessert l'agglomération de Rives.
- 9 Rives à 10 km : Rives, La Côte-Saint-André

Selon la carte IGN, consultable sur le site géoportail, le territoire communal est également traversé par deux routes départementales : la RD520 qui correspond à l'ancien tracé de la RN520 qui autrefois reliait la ville de Bourgoin-Jallieu par Les Éparres à la commune des Échelles en Savoie (cette route a été déclassée en route départementale lors de la réforme de 1972) et la RD73 qui croise la route précédente au « carrefour des quatre routes » et qui relie la commune des Abrets-en-Dauphiné à celle de Beaurepaire.

#### Transport
La gare ferroviaire la plus proche est la gare de Châbons transformée en simple halte voyageurs de la SNCF et  desservie par des trains TER Auvergne-Rhône-Alpes.

### Risques naturels et technologiques

#### Risques sismiques
La totalité du territoire de la commune de Burcin est située en zone de sismicité n°3 (sur une échelle de 1 à 5), comme la plupart des communes de son secteur géographique, mais non loin de la zone n°4, située plus à l'est.
| Type de zone | Niveau            | Définitions (bâtiment à risque normal) |
| ------------ | ----------------- | -------------------------------------- |
| Zone 3       | Sismicité modérée | accélération = 1,1 m/s2                |

## Toponymie
La commune était déjà dénommée Burcin au XIIIe siècle.
Selon André Planck, auteur du livre L'origine du nom des communes du département de l'Isère, le nom de Burcin serait issu du germanique « bur » qui désigne une cabane ou une maison, qui est également utilisé dans le mot auvergnat buron.

## Histoire

### Préhistoire et Antiquité
Au début de l'Antiquité, le territoire des Allobroges s'étendait sur la plus grande partie des pays qui seront nommés plus tard la Sapaudia (ce « pays des sapins » deviendra la Savoie) et la partie septentrionale de l'Isère dénommée, Bas-Dauphiné.
Les Allobroges, comme bien d'autres peuples gaulois, sont une « confédération ». En fait, les Romains donnèrent, par commodité le nom d'Allobroges à l'ensemble des peuples gaulois vivant dans la civitate (cité) de Vienne, à l'ouest et au sud de la Sapaudia.

## Politique et administration

### Administration municipale
En 2020, le conseil municipal est composé de onze membres (sept hommes et quatre femmes).

### Liste des élus
| Période                                  | Période  | Identité         | Étiquette | Qualité         |
| ---------------------------------------- | -------- | ---------------- | --------- | --------------- |
| mars 2001                                | 2014     | François Guetaz  | SE        |                 |
| 2014                                     | 2020     | Franck Bailly    | SE        | Agent technique |
| 2020                                     | En cours | Philippe Margnat |           |                 |
| Les données manquantes sont à compléter. |          |                  |           |                 |

## Équipements et services publics

### Enseignement
Située dans l'académie de Grenoble, la commune de Burcin compte une école maternelle et primaire situé dans le même bâtiment.

### Équipement culturel et sportif
La commune gère une salle des fêtes et un gymnase, à l'origine géré par le SIVU du Fayard qui associe les communes de Burcin et d'Oyeu.

## Population et société

### Démographie
L'évolution du nombre d'habitants est connue à travers les recensements de la population effectués dans la commune depuis 1793. Pour les communes de moins de 10 000 habitants, une enquête de recensement portant sur toute la population est réalisée tous les cinq ans, les populations de référence des années intermédiaires étant quant à elles estimées par interpolation ou extrapolation. Pour la commune, le premier recensement exhaustif entrant dans le cadre du nouveau dispositif a été réalisé en 2008.

En 2022, la commune comptait 439 habitants, en évolution de +5,53 % par rapport à 2016 (Isère : +3,07 %, France hors Mayotte : +2,11 %).
| 1793 | 1800 | 1806 | 1821 | 1831 | 1836 | 1841 | 1846 | 1851 |
| ---- | ---- | ---- | ---- | ---- | ---- | ---- | ---- | ---- |
| 440  | 441  | 450  | 553  | 577  | 516  | 517  | 567  | 524  |

| 1856 | 1861 | 1866 | 1872 | 1876 | 1881 | 1886 | 1891 | 1896 |
| ---- | ---- | ---- | ---- | ---- | ---- | ---- | ---- | ---- |
| 513  | 510  | 506  | 455  | 460  | 450  | 455  | 399  | 412  |

| 1901 | 1906 | 1911 | 1921 | 1926 | 1931 | 1936 | 1946 | 1954 |
| ---- | ---- | ---- | ---- | ---- | ---- | ---- | ---- | ---- |
| 414  | 383  | 376  | 349  | 370  | 318  | 318  | 350  | 345  |

| 1962 | 1968 | 1975 | 1982 | 1990 | 1999 | 2006 | 2008 | 2013 |
| ---- | ---- | ---- | ---- | ---- | ---- | ---- | ---- | ---- |
| 317  | 334  | 303  | 318  | 401  | 370  | 428  | 445  | 414  |

| 2018 | 2022 | - | - | - | - | - | - | - |
| ---- | ---- | - | - | - | - | - | - | - |
| 431  | 439  | - | - | - | - | - | - | - |

### Médias
Historiquement, le quotidien à grand tirage Le Dauphiné libéré consacre, chaque jour, y compris le dimanche, dans son édition du Nord-Isère, un ou plusieurs articles à l'actualité du canton et quelquefois de la commune, ainsi que des informations sur les éventuelles manifestations locales, les travaux routiers, et autres événements divers à caractère local.
La commune est située sur l'aire de diffusion de radio Ici Isère, une radio publique qui émet sur tout le territoire du département de l'Isère.

### Cultes
La communauté catholique et l'église de Burcin (propriété de la commune) dépendent de la paroisse Notre-Dame de Milin (du nom d'une chapelle médiévale située dans la commune) qui comprend sept autres clochers. Cette paroisse est elle-même rattachée au diocèse de Grenoble-Vienne.

## Culture et patrimoine

### Lieux et monuments

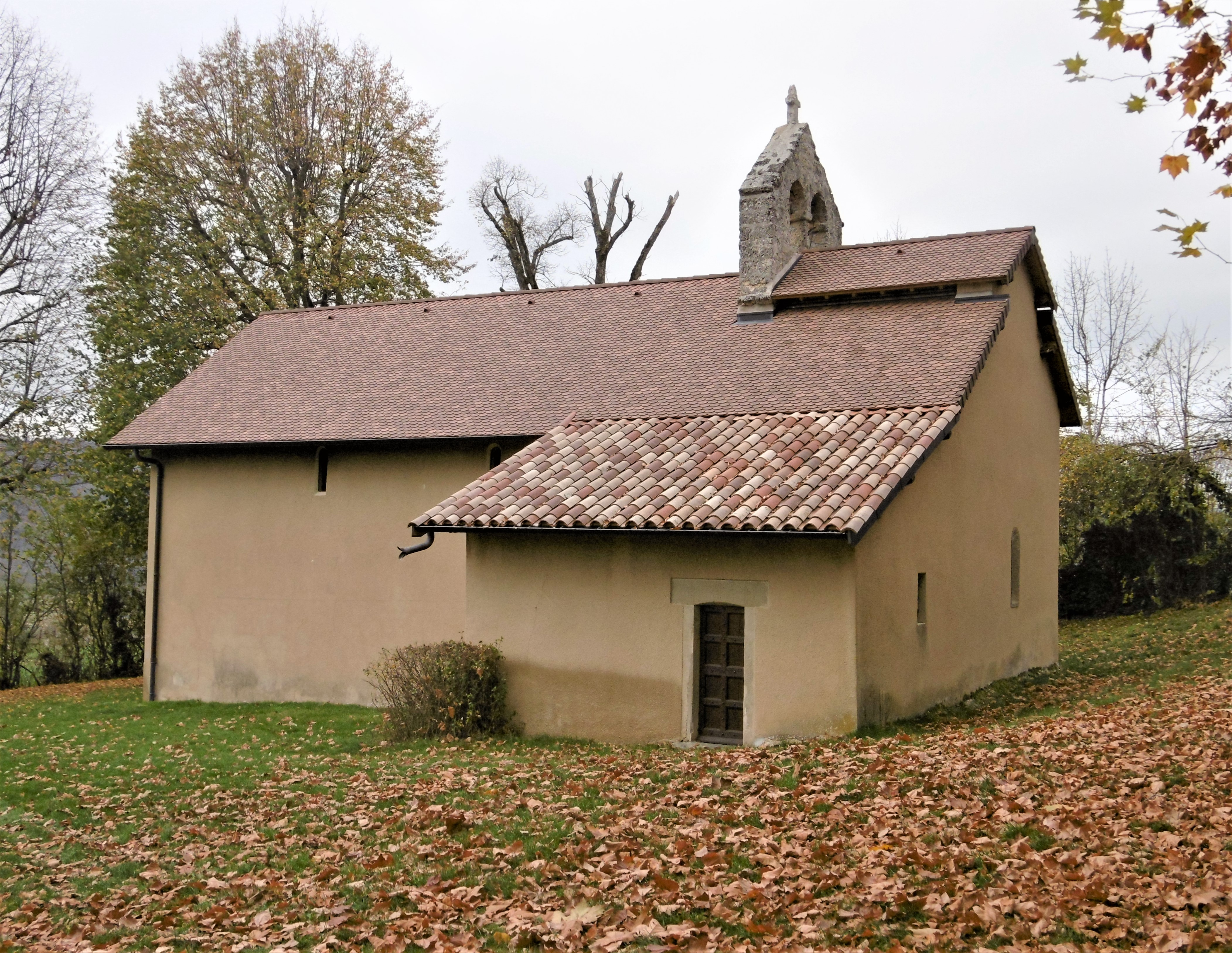
La chapelle Notre-Dame-de-Milin en 2020.

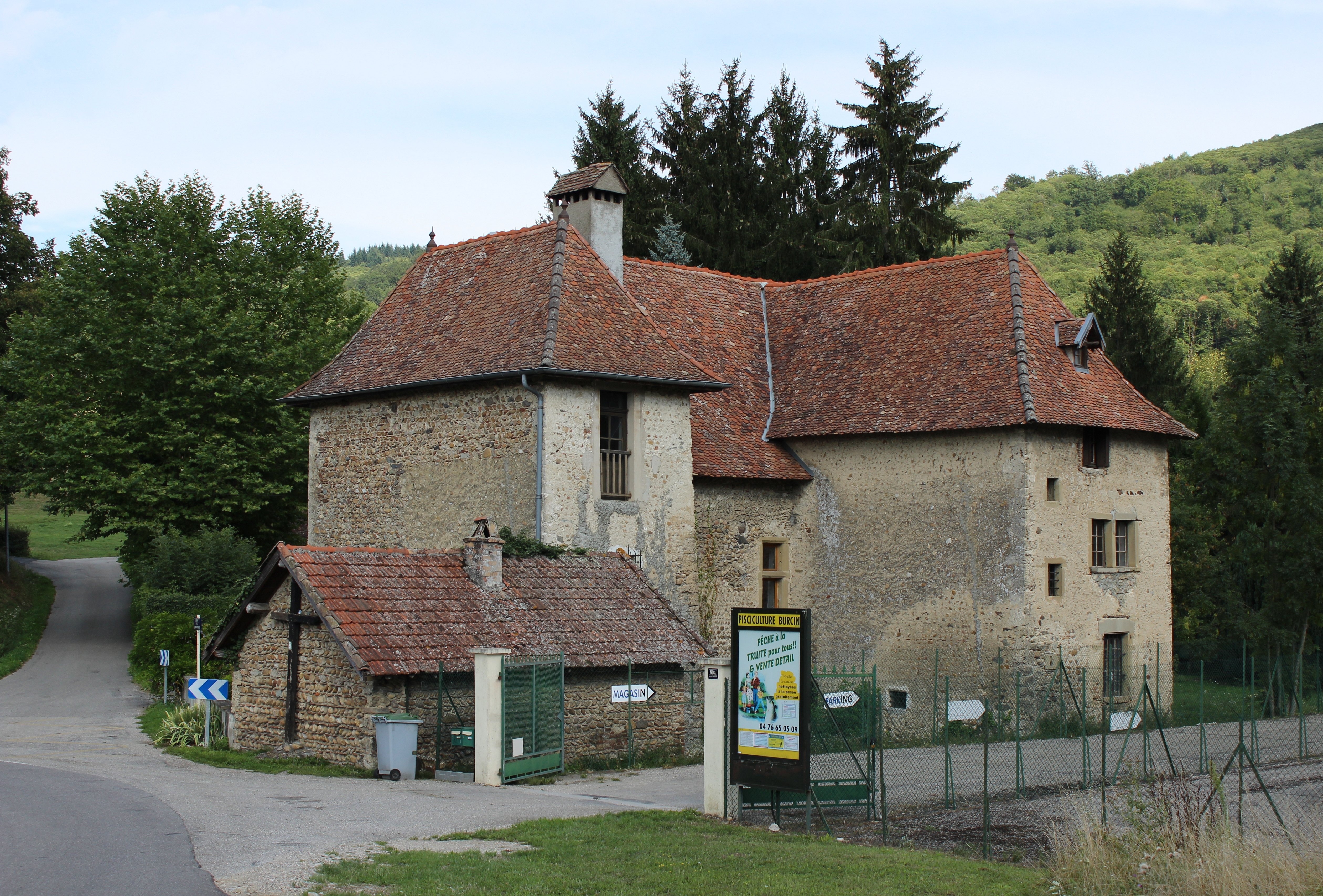
La commanderie.

#### Chapelle
La chapelle Notre-Dame de Milin, édifice religieux datant du début du XIIe siècle, abrite la statue d'une Vierge noire qui fait l'objet d'un pèlerinage millénaire au tout début du mois de septembre.

#### Église
L'église paroissiale Saint-Martin date du XIXe siècle et abrite des fresques signées par L. Barbier et R. Rolland datant de 1943. Elle abrité également un petit orgue, à double expression, construit en 1946 par Athanase Dunand.

#### Commanderie
Il s'agit d'une maison forte construite et remaniée du XIIe au XVIIe siècle.

### Personnalités liées à la commune
Paul-Joseph Vallet, né à Burcin en 1720, lieutenant général de police et avocat - homme de Lettres. Mort à Grenoble en 1781

### Héraldique
| D'argent à la colline de sinople au pied de laquelle coule une rivière d'argent, à une chapelle du lieu, à savoir la chapelle de Notre-Dame-de-Milin brochant sur la colline; à l'inscription BURCIN en lettres de sable posée en chef. | Burcin possède des armoiries dont l'origine et le blasonnement exact ne sont pas disponibles. |